# Municipio de Deerhorn
El municipio de Deerhorn (en inglés: Deerhorn Township) es un municipio ubicado en el condado de Wilkin en el estado estadounidense de Minnesota. En el año 2010 tenía una población de 97 habitantes y una densidad poblacional de 1,04 personas por km².

## Geografía
El municipio de Deerhorn se encuentra ubicado en las coordenadas 46°35′14″N 96°35′35″O / 46.58722, -96.59306. Según la Oficina del Censo de los Estados Unidos, el municipio tiene una superficie total de 93.16 km², de la cual 93,16 km² corresponden a tierra firme y (0 %) 0 km² es agua.

## Demografía
Según el censo de 2010, había 97 personas residiendo en el municipio de Deerhorn. La densidad de población era de 1,04 hab./km². De los 97 habitantes, el municipio de Deerhorn estaba compuesto por el 96,91 % blancos, el 3,09 % eran amerindios. Del total de la población el 1,03 % eran hispanos o latinos de cualquier raza.